# Cisternino
Cisternino (Cïsterninë in dialetto apulo-barese, Cisturnium in latino) è un comune italiano di 10 990 abitanti della provincia di Brindisi in Puglia. Fino al 1927 afferiva alla provincia di Bari, che, con la configurazione territoriale dell'epoca, corrispondeva all'intendenza di Terra di Bari del Regno di Napoli.
Si affaccia sulla Valle d'Itria, nella cosiddetta Murgia dei trulli.

## Geografia fisica
Situato sull'ultimo lembo della Murgia sud-orientale pugliese (394 m sul livello del mare), si affaccia a sud-ovest sulla valle d'Itria, caratterizzata da numerosi trulli.
Confina con la provincia di Taranto e la città metropolitana di Bari.

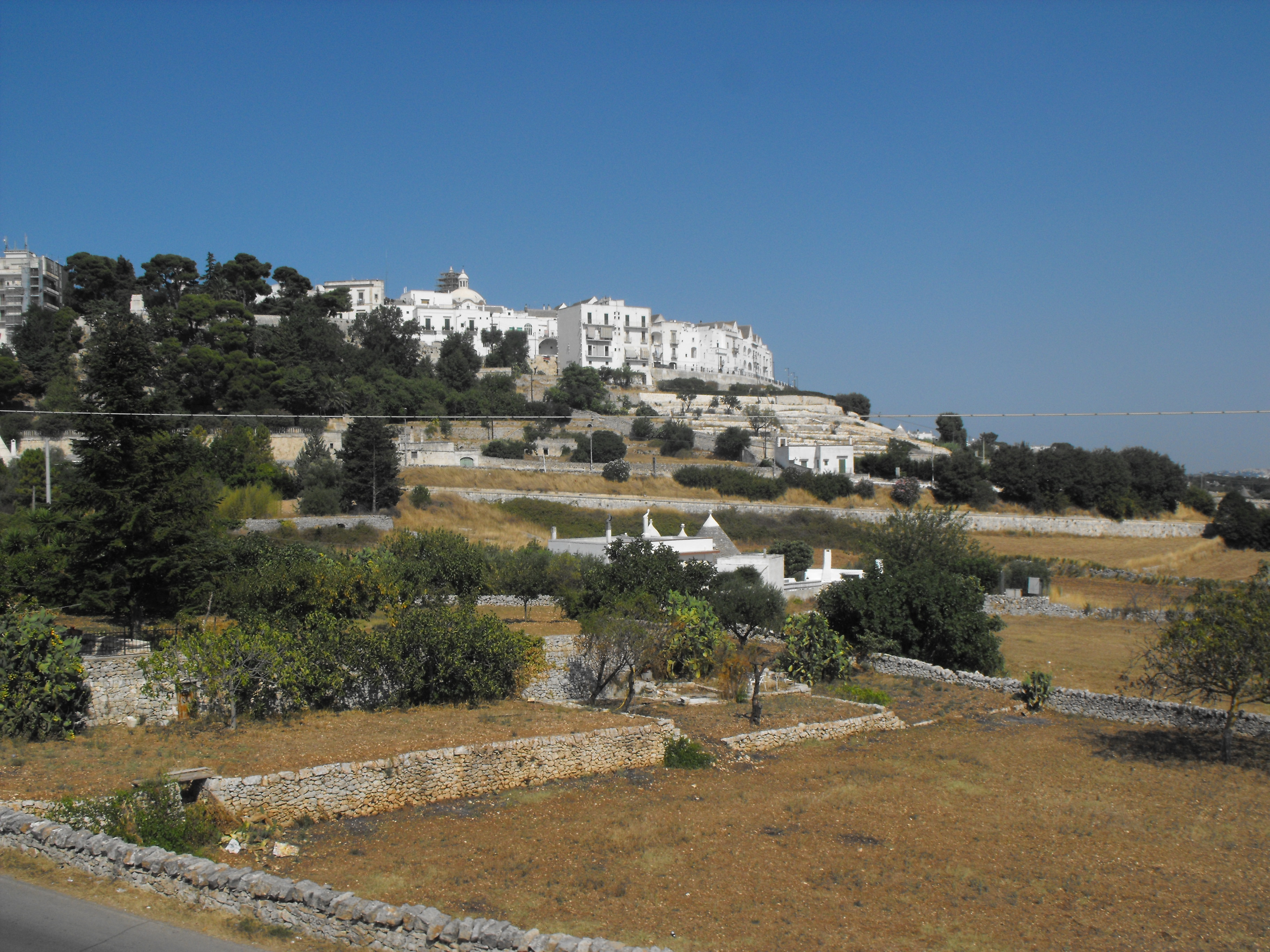
Veduta di Cisternino

## Storia
Il territorio del comune di Cisternino fu abitato, fin dal Paleolitico medio-superiore, da nuclei umani provenienti dal nord della penisola o dall'area siculo-africana e che lasciarono, sulle colline dove fissarono i loro accampamenti stagionali, numerose tracce della loro vita, dedita alla caccia e alla raccolta di frutti spontanei e tuberi. Ancora oggi, nella zona di monte Specchia, sui colli di Restano e sulle incolte balze di Serra Amara, si rinvengono utensili preistorici d'ogni genere: punte di zagaglie, lame, raschiatoi e bulini per incidere ossi. Queste comunità umane andarono sempre più infittendosi, fino a raggiungere un numero considerevole di insediamenti nell'Età del bronzo; decine di stazioni di questa età sono state recentemente localizzate in varie zone del territorio e quelle di Maselli, Ibernia piccola, Carperi, monte d'Alessio, monte le Fergole e Figazzano, hanno un'importanza non indifferente per la comprensione della preistoria brindisina.
Secondo la leggenda, riportata da padre Tommaso Angiulli nella sua Memoria cronologica di Cisternino del 1661, il nome Cisternino deriverebbe dall'eroe eponimo Sturnio, compagno di Diomede, che invece avrebbe fondato Brindisi. Scampato alla Guerra di Troia avrebbe fondato una città chiamata Sturnoi o Sturnino, che sarebbe stata distrutta nel 500 in seguito ad una guerra con Egnazia e poi ricostruita nel 550 come Civitas Sturnina o Cisternino.
L'ipotesi più attendibile è invece quella di Giovanni Colella, che nella sua Toponomastica pugliese afferma la derivazione di Cisternino da Cis-sturnium, cioè "al di là di Sturnium". Sturnium, citata anche da Plinio il Vecchio e da Tolomeo, sarebbe invece con una città sita nei pressi dell'attuale Ostuni, che è effettivamente nelle vicinanze di Cisternino. Cisternino sarebbe dunque nata dall'aggregazione di abitazioni agricole sorte al di là di Sturnium.
Non risultano infatti insediamenti greci nel territorio di Cisternino, che fu invece sicuramente interessato dallo stanziamento di coloni romani a partire dal I secolo a.C., come evidenziano i rinvenimenti tombali, ma anche le monete di età repubblicana e imperiale. Roma aveva infatti vinto le guerre sannitiche e la guerra tarantina, acquisendo già dal 272 a.C. il controllo sul territorio pugliese.
La prima testimonianza sul Casale di Cisternino è data dalla scoperta, al di sotto della chiesa romanica di San Nicola, dei resti di un piccolo tempio cristiano, edificato realisticamente intorno all'anno 1000.
Nonostante sia probabile l'esistenza di insediamenti di monaci basiliani, di rito greco, come nel resto della Valle d'Itria, non ci sono testimonianze al riguardo. Infatti, una bolla di papa Alessandro II assegnava nel 1063 i diritti all'Arcivescovado di Trani sulla parrocchia di Cisternino, che quindi doveva far parte della chiesa di Roma. Dopo che nel 1091 papa Urbano II aveva distaccato la diocesi di Monopoli da quella di Brindisi, papa Alessandro III emanò il 26 febbraio 1180 una bolla che costituisce la prima citazione di Cisternino come casale, afferente alla chiesa di San Nicola, e l'assegnava alla diocesi di Monopoli, riconfermandone una datata 10 febbraio 1177 e sancendo la soggezione della città al dominio di Monopoli, che sarebbe durato fino al 1806. Non è possibile dunque affermare l'esistenza di Cisternino come casale già intorno al 1000; tuttavia, il toponimo deve necessariamente precorrere la fondazione della chiesa, altrimenti il territorio avrebbe preso il nome della chiesa stessa.

### Simboli
Lo stemma è stato riconosciuto con decreto del capo del governo del 2 giugno 1929.
L'origine di questo stemma, in realtà, deriva da un'antica rappresentazione scolpita all'interno della Torre civica e menzionata nel sec XVIII dal Pacichelli nel quale l'emblema veniva raffigurato col simbolo: "…di un Pastorale, che hoggi (1703) dopo varj dominj dimostra frà un Giglio e due Rose". Tale notizia viene confermata anche dal De Vitofranceschi che, nel 1876 riporta nel suo testo che esisteva «…una lapide conficcata ad un vecchio muro dietro la Torre Grande [contenente] il simbolo di un pastorale posto in mezzo a un giglio e due rose.» La presenza del pastorale si può ampiamente riferire alla giurisdizione che possedevano un tempo i vescovi ed abati rivestiti di diritti temporali, mentre il giglio di Francia si può riferire ad una concessione avvenuta nel tempo angioino come premio per la fedeltà mostrata dalla comunità cisterninese. La presenza delle due rose invece, possiamo collegarla alla sua stretta dipendenza dalla comunità di Monopoli che nel suo stemma riporta tre rose. La modifica dell'originario stemma avvenuto nel periodo fascista inseriva anche il fascio littorio poi rimosso con decreto luogotenenziale del 26.10.1944. Resta comunque incomprensibile lo spostamento a sinistra del pastorale dall'originale curva a destra.
Il gonfalone, concesso con DPR dell'11 giugno 1950, è un drappo di azzurro.

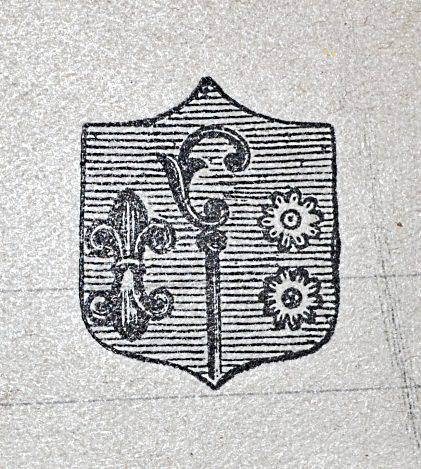
In questo stemma, trovato nelle carte documentali del Comune di Cisternino, si può ancora notare la direzione destra del pastorale
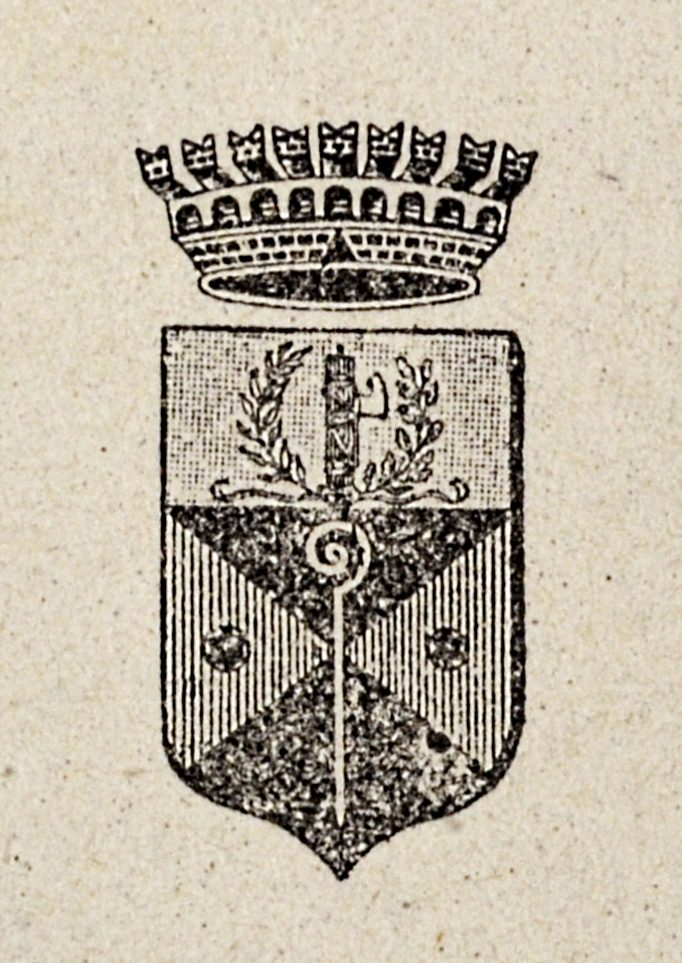
Si può notare l'inserimento del fascio littorio sopra lo stemma e il capovolgimento del pastorale a sinistra

## Monumenti e luoghi d'interesse

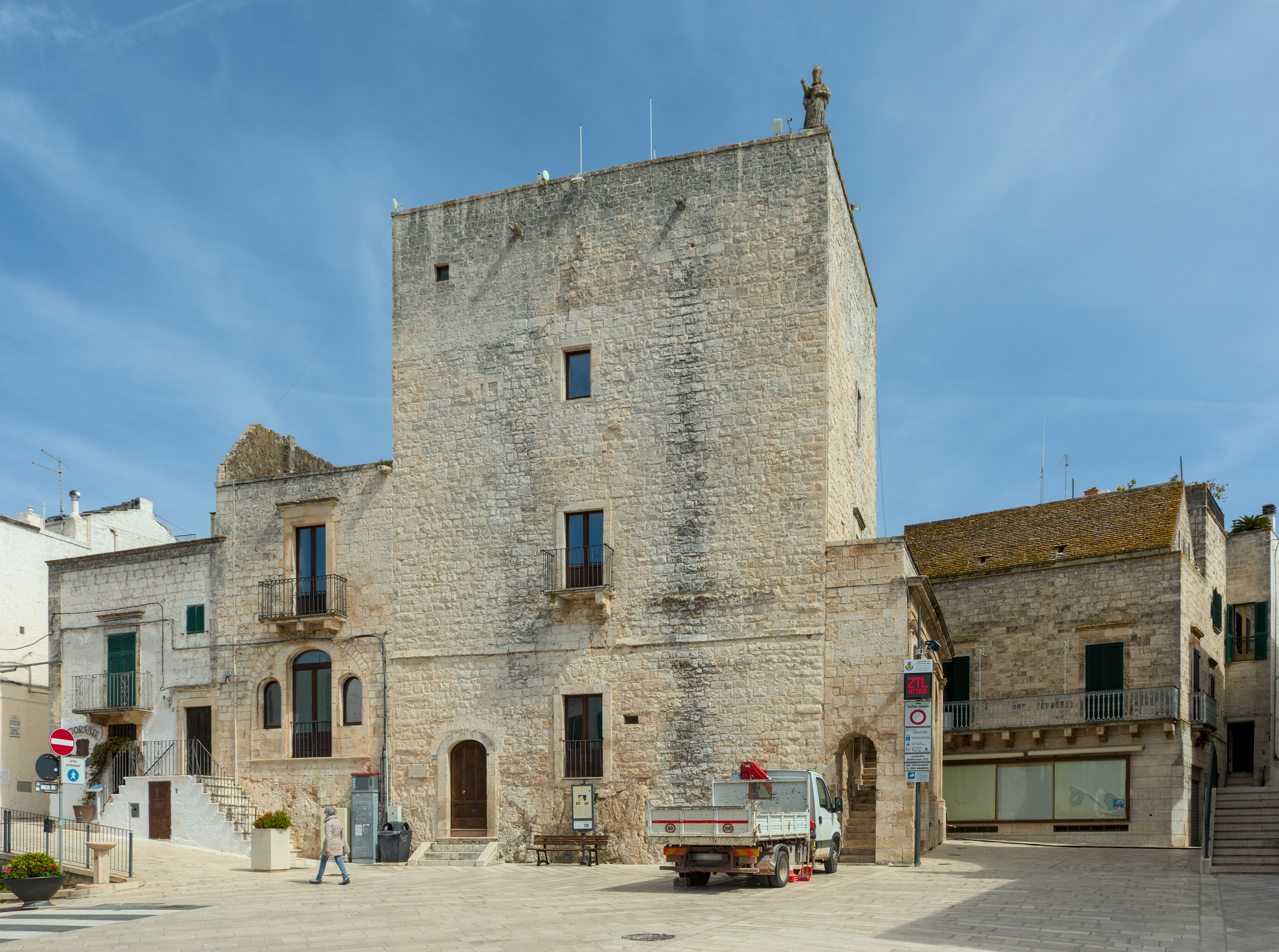
Torre Normanno Sveva

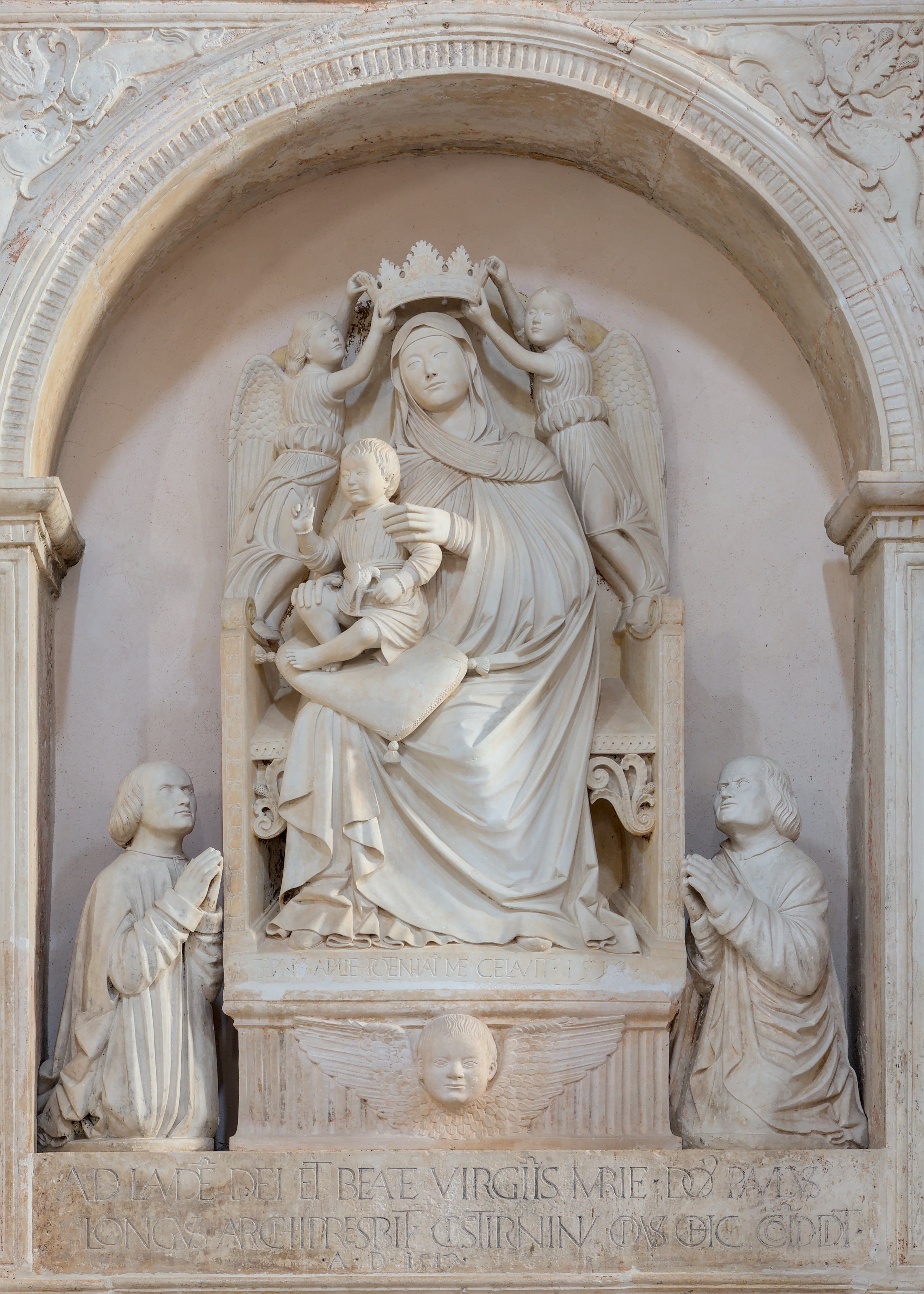
Madonna con Bambino, nella Chiesa Madre

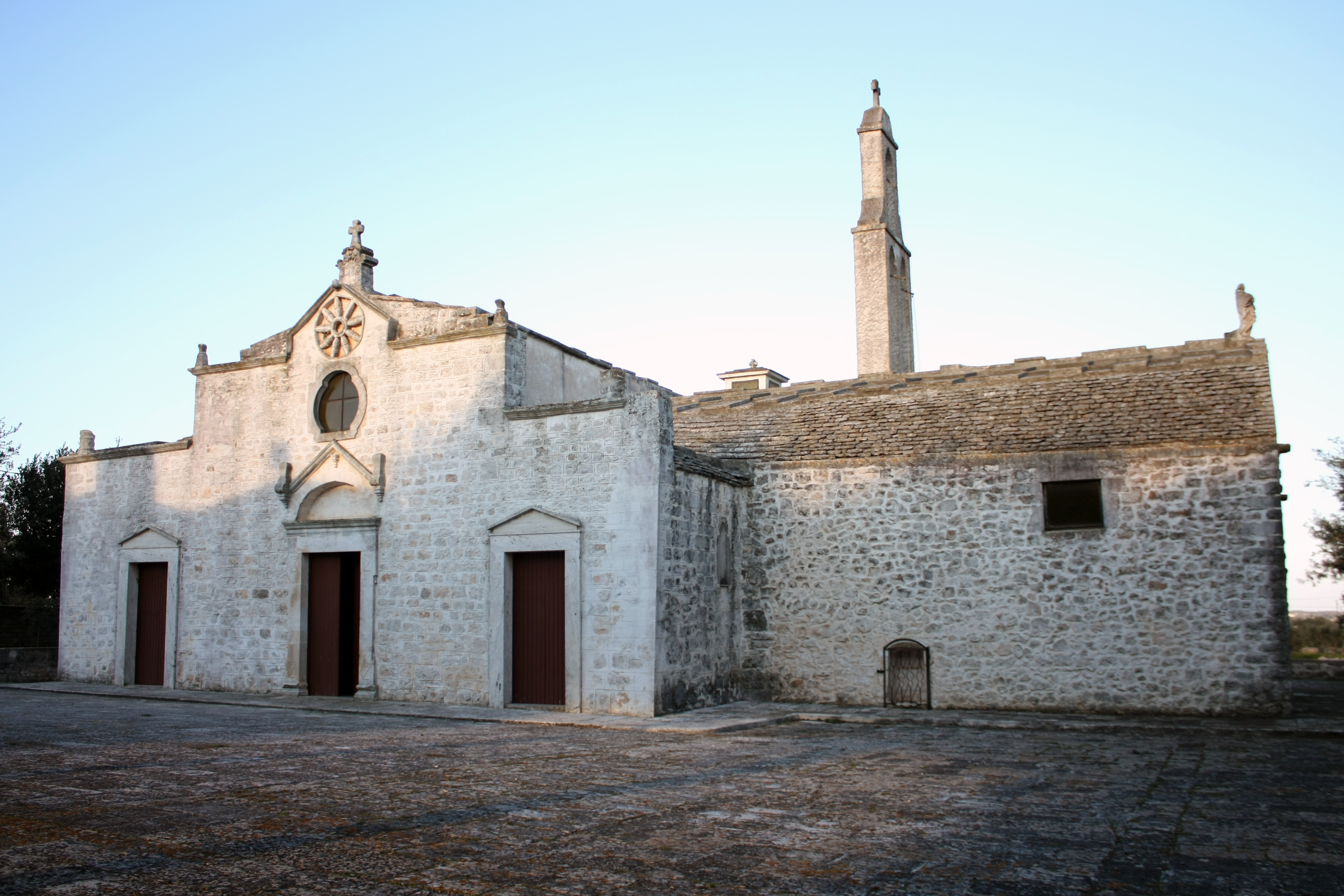
Santuario della Madonna d'Ibernia (Madonna de Bernis)

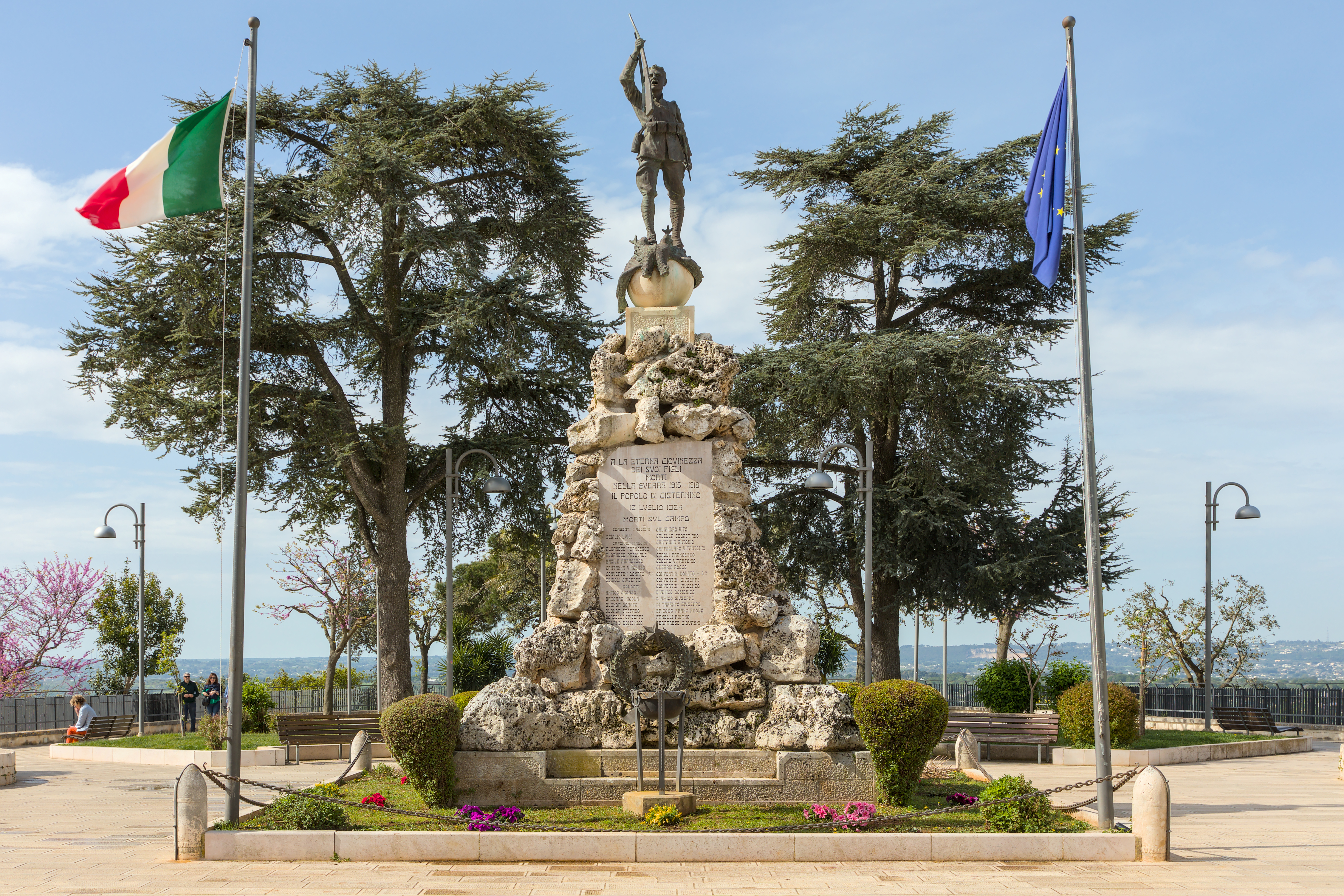
Monumento ai caduti di guerra del Comune di Cisternino

- Centro storico: esempio di "architettura spontanea" è diviso in rioni che in dialetto locale si identificano in Scheledd, U' Pantène, L'Isùle, Bère Vecchie e quello più esterno, chiamato “u Bùrie” dove si trovano palazzi storici  (palazzo del Governatore, palazzo Vescovile, palazzo Amati, Palazzo Lagravinese, palazzo Devitofranceschi, torre Capece);[10]
- Torre di Porta Grande o Normanno-Sveva: di epoca medievale, alta 17 metri, questa torre costituiva l'ingresso principale della città. In alto, sulla sommità, vi è una piccola statua di San Nicola di Bari. È stata sottoposta nei secoli a vari riadattamenti, l'ultimo dei quali nel 1995;

### Architetture religiose

#### Chiesa madre di San Nicola
- La Chiesa Madre costruita nel XIV secolo su di un'antica chiesa paleocristiana dei monaci basiliani, presenta al suo interno due opere in pietra viva del XVI secolo, di notevole valore, firmate dallo scultore "Stephanus Abulie Poteniani" (Stefano da Putignano): una Madonna con Bambino, nota come la "Madonna del Cardellino" e un piccolo tabernacolo. All'interno della chiesa è presente un piccolo ma pregevole organo a canne opera del Cav. Pacifico Inzoli di Crema (CR) risalente al 1909. Originariamente collocato su cantoria in controfacciata, fu smontato negli anni 50 del Novecento, in occasione dei lavori di restauro della Chiesa che la riportarono all'originale candore romanico. Fu successivamente riassemblato (seppur profondamente mutato nel prospetto ma non nel sistema fonico-trasmissivo) nel cappellone che si apre bel transetto nella navata destra tra il 1955 e il 1956 dall’organaro Angelo Consoli da Locorotondo. Dopo un silenzio durato oltre 40 anni, l’organo è stato restaurato nel 2017 dall’organaro Giovanni Rega di Bari e inaugurato il 6 dicembre dello stesso anno.[11]

#### Santuario della Madonna d'Ibernia
- Il Santuario della Madonna d'Ibernia o Madonna de Bernis: a 1 km dal centro abitato, questo santuario è legato ad una leggenda; sarebbe stata proprio la Vergine, infatti, con una apparizione, ad indicare il luogo esatto dove sarebbe sorto il santuario a lei dedicato. Il terreno attorno è ricco di ceramiche e reperti risalenti ad epoca romana e medievale. Fu ritrovato anche un capitello bizantino ed alcune tombe e questo fa supporre che il santuario sorga sulle rovine di un centro abitato, ruotante attorno ad una chiesa paleocristiana;

#### Altre strutture religiose
- Chiesa di Santa Lucia del XVII secolo, situata poco dopo l'ingresso da Porta Piccola;
- Chiesa di Santa Maria di Costantinopoli o Sant'Anna XVIII secolo fuori città in direzione Martina Franca, presso cimitero vecchio;
- Chiesa di San Cataldo del XVIII secolo, situata in Corso Umberto all'esterno delle mura del centro storico;
- Chiesa di Cristo, meglio nota come "Chiesa Nuova", in quanto ultima chiesa edificata (XIX secolo);
- Masserie: nell'agro di Cisternino sono presenti diverse abitazioni rurali che rappresentano la tipica "masseria pugliese da campo", tra le quali Masseria Montereale, Villa Cenci, Masseria Devitofranceschi, Masseria Costa, Masseria Lama Pellegrini, Masseria Montanaro e Masseria Pozio.

### Aree naturali
- Tra i beni ambientali da evidenziare c'è il paesaggio tutto. Il turismo a Cisternino si è sviluppato nell'ultimo ventennio grazie proprio all'unico bene di questo piccolo centro: la natura, il paesaggio, i trulli e l'architettura spontanea del centro storico.
- Il bosco Monti Comunali; nel territorio comunale vi sono circa 400 ettari di bosco di cui 244.18.33 di proprietà comunale, posti da 250 a 350 m s.l.m. I boschi comunali sono la formazione vegetale più consistente della provincia. Attualmente sono in corso lavori di miglioramento con sostituzione del pino d'Aleppo e del cipresso, con latifoglie autoctone (fragno, rovella, leccio ecc.) che si armonizzano meglio con le essenze presenti, quali carrubo, bagolaro, carpinella, orniello, acero campestre, ecc. I territori comunali rimboschiti sono circa 42 ettari.

### La ciclovia dell'acqua
La ciclovia dell'acqua rappresenta il primo stralcio di un più ampio percorso, di oltre 450 chilometri della rete ciclabile regionale pugliese. La Ciclovia dell'Acquedotto Pugliese che vanta diversi primati e riconoscimenti è il tratto di acquedotto Pugliese (AQP) realizzato dalla Regione Puglia e AQP Spa lungo la strada di servizio del canale principale dell'acquedotto tra Locorotondo (BA) e Ceglie Messapica (BR) attraversando i territori di Cisternino (BR) e Ostuni (BR).
La ciclovia dell'acqua è il secondo percorso ciclabile europeo su acquedotto ed è parte dell'Itinerario Ciclabile Nazionale n.11 denominata Ciclovia degli Appennini inserita nella rete Bicitalia.
Recentemente è stata ristrutturata migliorandone la pavimentazione (realizzato in pietrisco pressato), dotato di protezioni, aree di sosta e punti di accesso per un totale di circa 10 km di ciclovia perfettamente percorribile anche con biciclette stradali.
L'itinerario si snoda nella macchia mediterranea, fuori dal traffico, costeggiando masserie, case rurali, trulli e agglomerati cittadini (contrade e frazioni) apprezzando la bellezza della Valle d'Itria lontani dalla frenesia moderna.
Dati tecnici della ciclovia dell'Acqua
- Lunghezza: 10,885 km (da Figazzano all'incrocio ex SS 581)
- Quota altimetrica di partenza: 334 m s.l.m.
- Quota altimetrica di arrivo: 325 m s.l.m.
- Pendenza massima – strada di servizio: 8%
- Ponti lungo il canale: 5
- Lunghezza dei ponti sul canale: 896,93 m
- Attraversamenti di strade provinciali: 2
- Comuni interessati: Locorotondo(BA), Cisternino(BR), Ostuni(BR), Ceglie Messapica(BR)[16]

## Società
Abitanti censiti

### Lingue e dialetti
Comunemente chiamato cistranese, il dialetto della parte centrale delle ultime colline della Murgia pugliese è il risultato della stessa sfumatura culturale del territorio: incrocio naturale tra influenze ioniche/lucane e murgiano/baresi. A poche decine di chilometri a sud si trova il confine con il Salento. La lingua e il dialetto vive e si sviluppa naturalmente in relazione alle attività dei suoi abitanti, degli scambi culturali, sociali ed economici, della storia, della tradizione e della memoria orale popolare.
Nonostante oggi rientri nel territorio della provincia di Brindisi, Cisternino mantiene i suoi legami con la Terra di Bari, alla quale era legata prima del 1927, anno di costituzione della nuova circoscrizione provinciale. Questi legami sono evidenti soprattutto nel dialetto, nella cultura, tipica del sud-est barese, e anche nello stemma comunale, che riporta con colori differenti gli stessi elementi di quello della provincia di Bari.

### Etnie e minoranze straniere
Al 31 dicembre 2022 nel territorio comunale si registrava la presenza di 343 stranieri residenti (143 maschi e 200 femmine) pari circa al 3 % della popolazione cistranese. 
Si riportano le nazionalità più rappresentate:
- Albania: 131
- Cina: 52
- Romania: 42
- Regno Unito: 20
- Georgia: 18

### Tradizioni e folclore

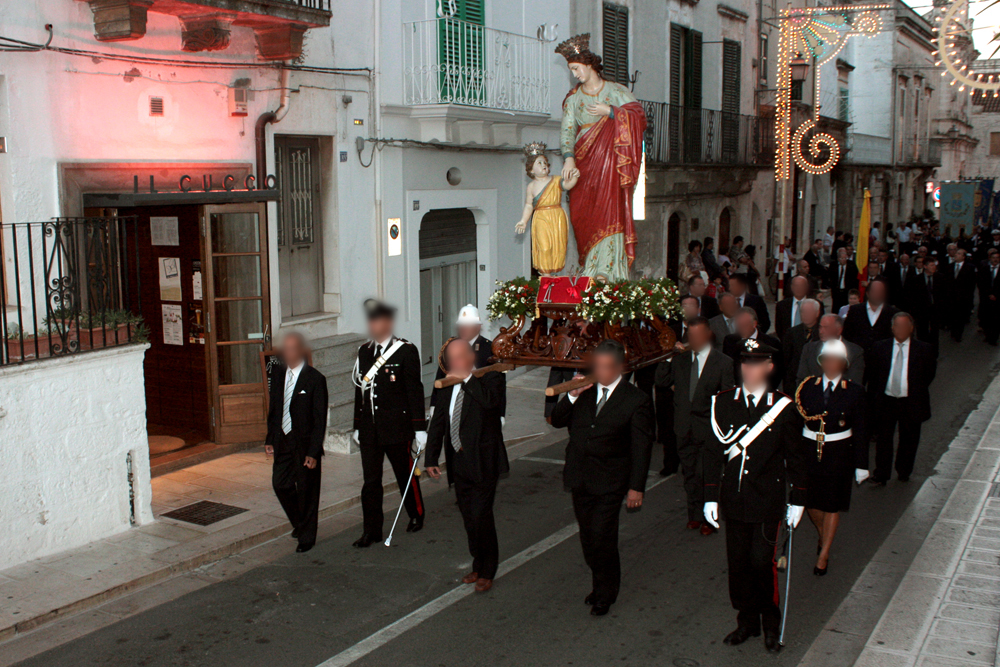
foto n.1 - Processione Santi Quirico e Giulitta

Tra le manifestazioni folkloristiche più attese a Cisternino, c'è sicuramente Pasquetta. Chiamata nel dialetto dei suoi abitanti Pasquarèdde, questa festività si svolge presso il Santuario della Madonna d'Ibernia, dove ci si reca con dei dolci tipici (a forma di borsetta con due uova sode per i bambini, con uno a forma di bambola con un uovo sodo per le bambine). Chiamato “u currùcchëlë”, esso porterebbe prosperità e fecondità: il termine dialettale potrebbe essere una deformazione locale della voce latina auguraculum, composta da augurium più oraculum, nel senso pagano di dono propiziatorio, auspicio, offerta augurale. Un rito che si ricollega ai primitivi riti pagani della fertilità che i monaci basilani innestarono nella religione cristiana allorquando eressero in quei posti la badia greca, sui cui resti sorse poi l'attuale Santuario d'Ibernia dedicato alla Vergine, detta con espressione popolare 'a Madonna d' l'ove, cioè la Madonna delle Uova, come promessa e simbolo di vita nuova, fertilità e abbondanza perciò anche Madonna delle mamme: è antica usanza infatti per le spose che aspettano la nascita di un figlio recarsi a piedi al santuario per un ciclo di 15 sabati a pregare e ringraziare la Madonna.

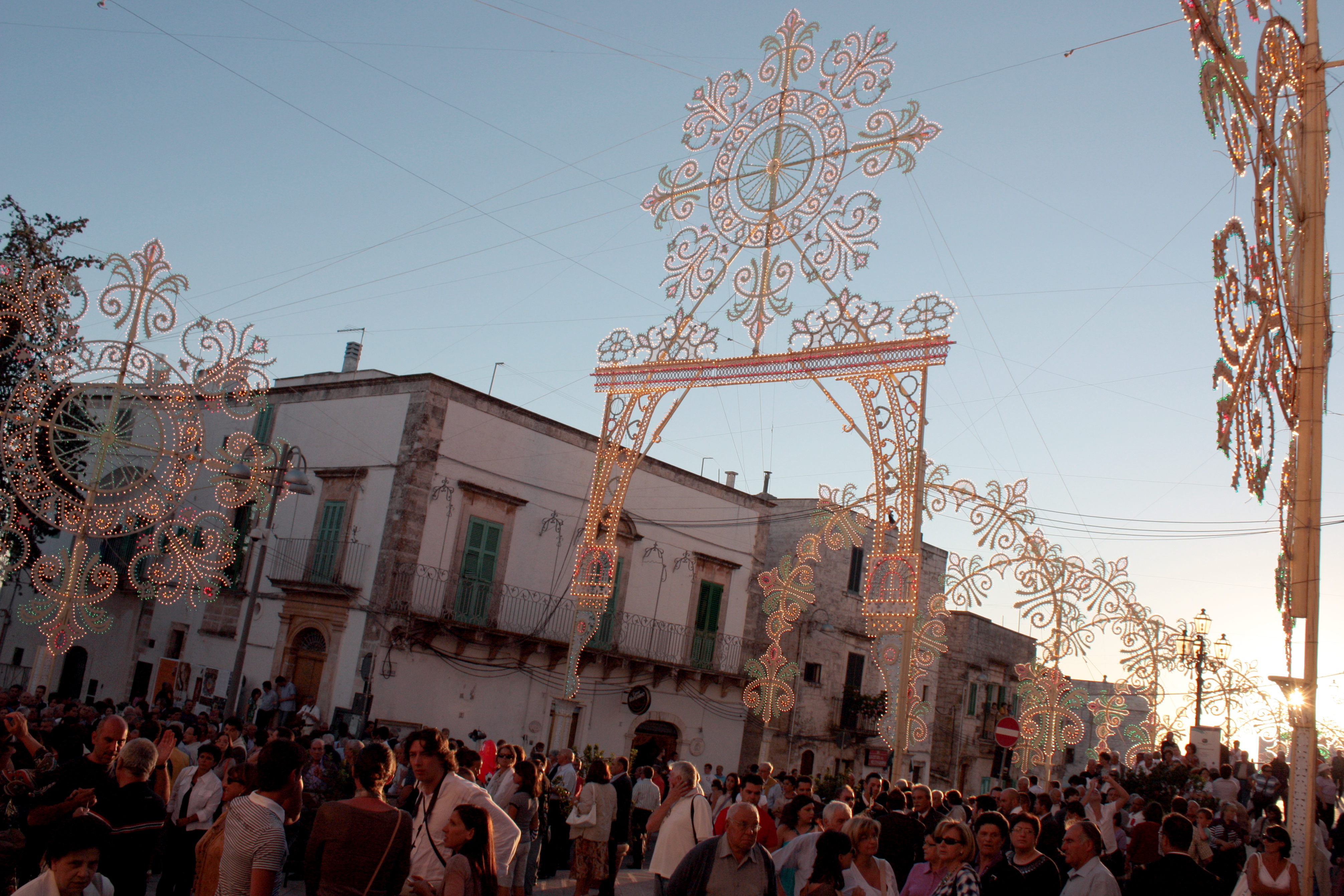
foto n.2 - Decorazioni San Quirico e Giulitta

La più importante manifestazione alla quale partecipa l'intera popolazione cittadina è la festa dei santi patroni della città di Cisternino, Quirico e Giulitta. Tale manifestazione cittadina rispetta tutte le più importanti tradizioni locali come decorazioni luminose, eventi religiosi, concerti bandistici ed infine fuochi pirotecnici. Più semplicemente chiamata "la festa di San Quirico" cadendo sempre nella prima settimana di Agosto rappresenta per la popolazione locale e turistica la conclusione del periodo estivo.
L'8 settembre, nel giorno della natività della Vergine Maria, si svolge la Fiera della Bomminella, detta anche Bommenèdde (la madonna bambina) antichissima fiera di origine agricola: si hanno notizie certe del suo svolgimento dall'epoca aragonese (sec XV). Verosimilmente fu istituita nel secolo XIII quando in Puglia le fiere furono favorite dai Normanni che istituzionalizzarono le più grosse fiere di Canosa, Bari, Taranto, Altamura, Trani, Brindisi, citate nel codice di Melfi di Federico II del 1231. Della Fiera della Bomminella a Cisternino si ha testimonianza anche in un'iscrizione su pietra a firma del ministro di Napoli Carlo De Marco, posta su una parete in via La Fiera, dove una volta si svolgeva l'evento, risalente al 1700.
Le merci che venivano maggiormente vendute nei giorni di festa - che in passato durava sette giorni - erano: grano, legumi, tele, panni, cuoiami, maioliche, scale, attrezzi per l'agricoltura ed altri prodotti artigianali. Vi si scambiava e si contrattava moltissimo bestiame di ogni genere. Oggi, con l'istituzione di altre fiere e i mercati settimanali, la Bomminella è un mercato che dura solo la giornata dell'8 settembre, anche se nel 2023 c'è stato un tentativo di rilancio da parte delle associazioni culturali cistranesi.
Di importanza locale sono poi le consuete e più moderne edizioni del "Festival Internazionale Bande Musicali Valle d'Itria", della Notte Verde, del Festival dei Sensi.

### Istituzioni, enti e associazioni
Tra le attività per la tutela, la conservazione, la ricerca e la promozione dei beni ambientali, c'è quella svolta dal Gruppo Archeologico Valle d'Itria con l'Ecomuseo di Monte Gianecchia, del Conservatorio botanico I giardini di Pomona.
Molto importante è anche l'Ashram di Cisternino – noto come Centro Bhole Baba, oggi Fondazione Bhole Baba, fondato da Lisetta Carmi dopo un viaggio in India nel 1979, per volere del Babaji. La vita del Centro si svolge seguendo il modello dell'ashram di Herakhan, alternando la meditazione e la preghiera col lavoro comunitario. Nell'ashram di Cisternino, dal 1986, è presente un tempio identico a quello di Herakhan. Babaji stesso volle questo tempio come simbolo di unione profonda col Suo ashram in India. Chiunque può partecipare ai riti o risiedere nell'ashram per un determinato periodo e, soprattutto nei mesi estivi, si svolgono vari seminari ed attività o incontri.

## Cultura

### Musica

#### Orchestra di Fiati "Vitino Zizzi" di Cisternino
Dal 1994 l’Orchestra di Fiati "Vitino Zizzi" di Cisternino opera sul territorio con l’obiettivo primario di divulgare tra i giovani la passione per la musica e, nel contempo, offrire momenti di aggregazione e scambi culturali; sin dalla fondazione guidata dal Maestro Donato Semeraro, direttore, compositore. In questi anni di attività, l’Orchestra Fiati Città "Vitino Zizzi" ha tenuto concerti e varie partecipazioni a festival di livello internazionale e nazionale ottenendo importanti riconoscimenti in tutto il mondo.
L'orchestra recentemente rinominata in Orchestra di Fiati "Vitino Zizzi", allora Orchestra di fiati giovani città di Cisternino fu fondata da Vitino Zizzi a cui oggi è dedicato il nome.

#### Festival Internazionale Bande Musicali "Valle d'Itria"
L'Associazione Musicale “Città di Cisternino” APS organizza dal 1998 il Festival Internazionale Bande Musicali "Valle d'Itria" con lo scopo di promuovere lo scambio culturale e, contemporaneamente, far conoscere le bellezze artistiche, gastronomiche e paesaggistiche della Valle d'Itria e della Puglia attraverso dei veri e propri tour organizzati. A partire dall'Orchestra di Fiati “Vitino Zizzi” di Cisternino che fa gli oneri di casa e a seguire bande musicali provenienti da tutta Europa anno dopo anno sfilano per le vie di Cisternino promuovendo la passione per la musica e culture differenti.

### Musei
Galleria Civica presso Palazzo Lagravinese. Esposta al secondo piano la Donazione Carmi, le opere che la fotografa Lisetta Carmi ha donato alla Comunità.
Nell'aprile 2011 è stato istituito il Museo del Clima in Contrada Caranna, divenuta sede di quest'unico genere di museo. Il museo è temporaneamente chiuso.
Percorso archeologico "Dal buio alla luce" Chiesa di San Nicola. Gli scavi nei meandri dell’antica chiesa del X sec., tra i resti di muri affrescati, altari, e tombe ricavate nel banco di roccia su cui, tra la fine nel XIV e gli inizi del XV sec. viene edificata l’attuale Chiesa Madre. Tra gli spazi museali, ricavati nella cripta dell’attuale chiesa è possibile ammirare la collezione di oggetti e arredi sacri e la piccola galleria di statue in legno, cartapesta, risalenti ai secoli compresi tra il XVI e il XIX. 

## Infrastrutture e trasporti

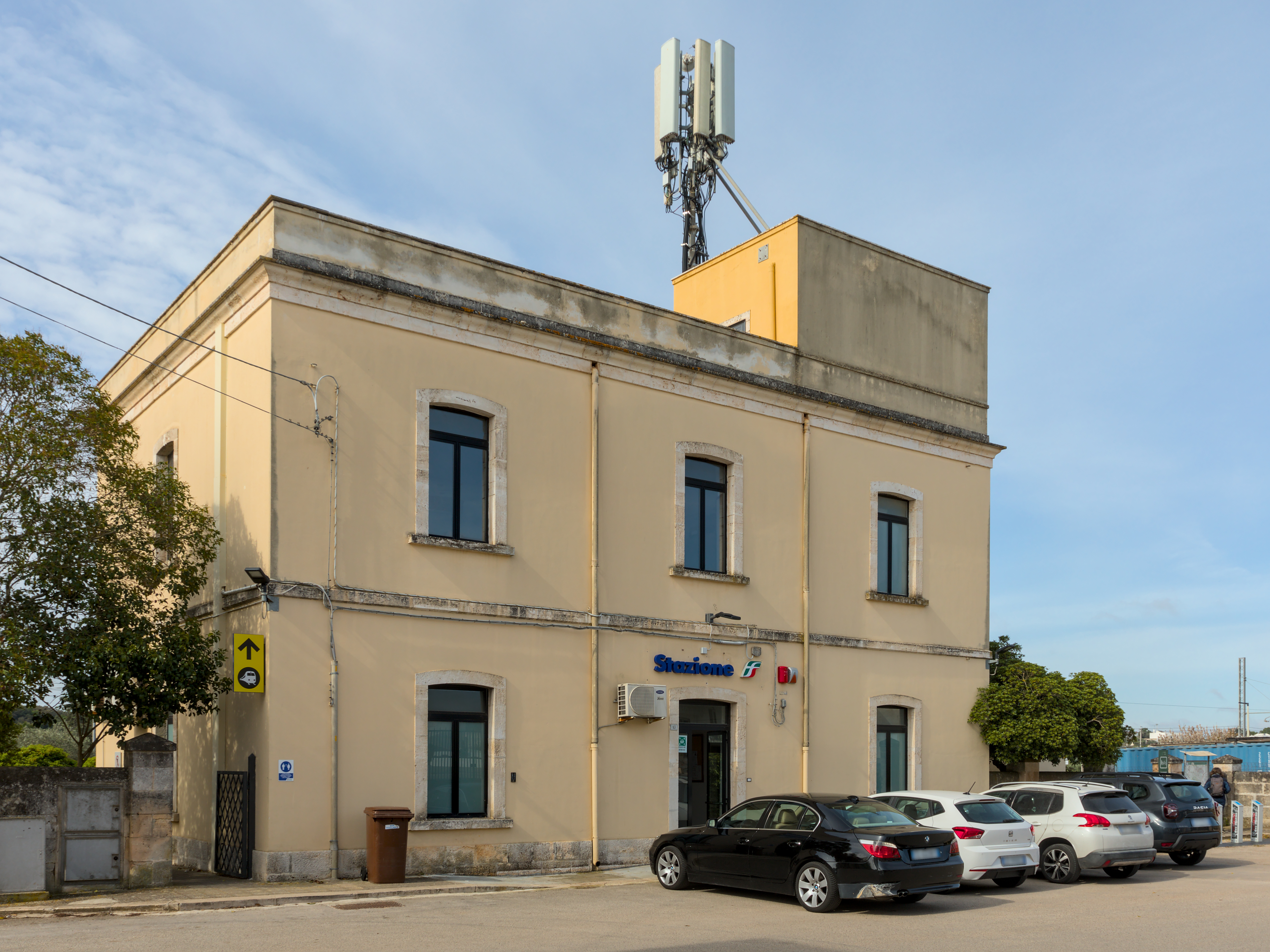
Stazione di Cisternino Città

Attraverso alcune strade provinciali il centro urbano di Cisternino è collegato con quella che è conosciuta come Superstrada Bari-Lecce ovvero la Strada statale 379 (nella provincia di Brindisi), prolungamento della Strada statale 16 Adriatica nella città metropolitana di Bari. Attraverso tale collegamento Cisternino dista dagli aeroporti di Bari e Brindisi rispettivamente circa 80 km e 50 km.
Il comune è inoltre servito dalla sua stazione lungo la linea Adriatica di RFI (gruppo FS), posta nel territorio di Pozzo Faceto frazione del comune Fasano, la quale dista da Cisternino circa 16 km; più spesso però viene utilizzata la stazione ferroviaria di Fasano, collegata con il centro urbano di Cisternino attraverso un trasporto pubblico periodico gestito dall'STP Brindisi attraverso autobus TPL intercomunali.
I servizi TPL intercomunali costituiscono il principale servizio di trasporto pubblico che mette in collegamento il comune di Cisternino con i centri limitrofi ed i principali capoluoghi di provincia della Regione.
Importante è anche il collegamento ferroviario offerto dalle Ferrovie del Sud Est con la stazione denominata Cisternino Città della linea Martina Franca – Lecce distante poche centinaia di metri dal centro urbano; tale stazione collega il centro con Martina Franca e Ceglie Messapica.

## Amministrazione
I sindaci che si sono succeduti dal 1799 a oggi sono i seguenti.
| Periodo | Periodo   | Primo cittadino                  | Partito                         | Carica              | Note   |
| ------- | --------- | -------------------------------- | ------------------------------- | ------------------- | ------ |
| 1799    | 1805      | Antonio D'Errico                 |                                 | Sindaco             |        |
| 1806    | 1806      | Giuseppe De Feo                  |                                 | Governatore-Sindaco |        |
| 1809    | 1809      | Stefano Soli                     |                                 | Sindaco             |        |
| 1810    | 1810      | Rocco Amati                      |                                 | Sindaco             |        |
| 1811    | 1812      | Francesco Paolo Soleti           |                                 | Sindaco             |        |
| 1813    | 1814      | Giovanni Boccelli                |                                 | Sindaco             |        |
| 1815    | 1816      | Francesco Paolo Soleti           |                                 | Sindaco             |        |
| 1817    | 1818      | Giovanni Boccelli                |                                 | Sindaco             |        |
| 1819    | 1822      | Donato Antonio Costa             |                                 | Sindaco             |        |
| 1822    | 1826      | Giovanni Boccelli                |                                 | Sindaco             |        |
| 1826    | 1832      | Rocco Amati                      |                                 | Sindaco             |        |
| 1832    | 1834      | Raffaele Arcangelo Amati         |                                 | Sindaco             |        |
| 1835    | 1840      | Pasquale Gennaro Costa           |                                 | Sindaco             |        |
| 1840    | 1842      | Camillo Cenci                    |                                 | Sindaco             |        |
| 1842    | 1843      | Giovannantonio Soleti            |                                 | Sindaco f.f.        |        |
| 1844    | 1846      | Raffaele Arcangelo Amati         |                                 | Sindaco             |        |
| 1846    | 1852      | Francesco Cenci                  |                                 | Sindaco             |        |
| 1852    | 1853      | Giuseppe Pietro Loparco          |                                 | Sindaco             |        |
| 1853    | 1856      | Rocco Amati                      |                                 | Sindaco             |        |
| 1856    | 1860      | Pietro Lorenzo Costa             |                                 | Sindaco             |        |
| 1860    | 1862      | Nicola Potio                     |                                 | Sindaco             |        |
| 1862    | 1863      | Oronzo Loparco                   |                                 | Sindaco             |        |
| 1863    | 1866      | Giovanni Francesco De Vito       |                                 | Sindaco             |        |
| 1866    | 1869      | Enrico Franceschi De Vito        |                                 | Sindaco             |        |
| 1870    | 1877      | Antonio Luigi Amati              |                                 | Sindaco             |        |
| 1879    | 1887      | Gaetano Soleti                   |                                 | Sindaco             |        |
| 1887    | 1899      | Tommaso Miccoli                  |                                 | Sindaco f.f.        |        |
| 1887    | 1888      | Luigi Stefano Punzi              |                                 | Sindaco             |        |
| 1888    | 1889      | Tommaso Miccoli                  |                                 | Sindaco             |        |
| 1889    | 1889      | Luigi Stefano Punzi              |                                 | Sindaco             |        |
| 1889    | 1889      | Antonio Ariani                   |                                 | Sindaco             |        |
| 1890    | 1896      | Raffaele D'Amico                 |                                 | Sindaco             |        |
| 1896    | 1899      | Donato Costa                     |                                 | Sindaco             |        |
| 1899    | 1900      | Giacinto Lagravinese             |                                 | Sindaco             |        |
| 1900    | 1903      | Vitantonio Loparco               |                                 | Sindaco             |        |
| 1903    | 1905      | Luigi Amati                      |                                 | Sindaco             |        |
| 1905    | 1906      | Siliberti Giovanni               |                                 | Sindaco             |        |
| 1906    | 1909      | Pozio Eduardo                    |                                 | Sindaco             |        |
| 1909    | 1910      | Loparco Vitantonio               |                                 | Sindaco             |        |
| 1910    | 1913      | Amati Nicola                     |                                 | Sindaco             |        |
| 1913    | 1914      | Devitofrancesco Enrico           |                                 | Sindaco             |        |
| 1914    | 1918      | Lagravinese Nicola               |                                 | Sindaco             |        |
| 1919    | 1920      | Di Monte Benedetto               |                                 | Sindaco             |        |
| 1921    | 1927      | Devitofranceschi Francesco Paolo |                                 | Sindaco             |        |
| 1927    | 1928      | Lamendola Giuseppe               |                                 | Sindaco             |        |
| 1928    | 1929      | Ostilio Raffaele                 |                                 | Sindaco             |        |
| 1944    | 1944      | Fino Luigi Antonio               |                                 | Sindaco             |        |
| 1944    | 1945      | Punzi Vincenzo                   |                                 | Sindaco             |        |
| 1945    | 1946      | Clarizia Francesco               |                                 | Sindaco             |        |
| 1946    | 1956      | Carrieri Martino                 |                                 | Sindaco             |        |
| 1956    | 1957      | Fedele Giuseppe                  |                                 | Sindaco             |        |
| 1958    | 1959      | Cellie Egidio                    |                                 | Sindaco             |        |
| 1959    | 1960      | Clarizia Francesco               |                                 | Sindaco             |        |
| 1960    | 1961      | Padula Nicola                    |                                 | Sindaco             |        |
| 1961    | 1962      | Carparelli Antonio               |                                 | Sindaco             |        |
| 1962    | 1963      | Caroli Luigi                     |                                 | Sindaco             |        |
| 1963    | 1963      | Padula Nicola                    |                                 | Sindaco             |        |
| 1963    | 1965      | Clarizia Francesco               |                                 | Sindaco             |        |
| 1965    | 1974      | Costa Francesco                  |                                 | Sindaco             |        |
| 1974    | 1975      | Panarese Ezio                    |                                 | Sindaco             |        |
| 1975    | 1978      | Sabatino Giovanni                |                                 | Sindaco             |        |
| 1978    | 1978      | Moggia Giuseppe                  |                                 | Sindaco             |        |
| 1978    | 1979      | D'Aversa Giuseppe                |                                 | Sindaco             |        |
| 1979    | 1980      | Guido Arnaldo                    |                                 | Sindaco             |        |
| 1980    | 1981      | D'Aversa Giuseppe                |                                 | Sindaco             |        |
| 1981    | 1981      | Costa Francesco                  |                                 | Sindaco             |        |
| 1981    | 1983      | Scarafile Giovanni               |                                 | Sindaco             |        |
| 1983    | 1984      | Moggia Giuseppe                  |                                 | Sindaco             |        |
| 1984    | 1989      | Moggia Giuseppe                  |                                 | Sindaco             |        |
| 1989    | 1989      | Fanizzi Cataldo                  |                                 | Sindaco             |        |
| 1989    | 1993      | Punzi Quirico                    |                                 | Sindaco             |        |
| 1993    | 1997      | Quirico Punzi                    |                                 | Sindaco             | [ 29 ] |
| 1997    | 2001      | Angelo Amati                     | centro-destra                   | Sindaco             | [ 30 ] |
| 2001    | 2011      | Mario Luigi Convertini           | centro-sinistra (liste civiche) | Sindaco             | [ 31 ] |
| 2011    | 2016      | Donato Baccaro                   | lista civica Cisternino insieme | Sindaco             | [ 32 ] |
| 2016    | 2021      | Luca Convertini                  | lista civica Noi, Cisternino    | Sindaco             | [ 33 ] |
| 2021    | in carica | Lorenzo Perrini                  | lista civica Idea comune        | Sindaco             |        |

### Gemellaggi
- Kreuzlingen

## Sport

### Atletica
L'ASD Atletica Amatori Cisternino, fondata nel 1985, partecipa a competizioni regionali e nazionali. Vi hanno gareggiato Alessandro Marangi (1500 metri) e Carlo Calabrese (lancio del martello e del giavellotto) che ha vinto numerose medaglie ai campionati italiani tra cui l'oro nel lancio del martello ai campionati italiani allievi.

### Basket
La pallacanestro a Cisternino vanta un'antica tradizione. Vi si disputa il torneo internazionale Peppino Todisco under 18, con la "Coppa Tonio Punzi". La squadra locale, il Club Giganti Cisternino, milita in serie D.

### Calcio a 5
Nella stagione 2023-24 il Futsal Cisternino milita in Serie A2.

### Pallavolo
La squadra locale è l'Athena Club Cisternino, che milita in serie D.